# نزاع (روستا)
نزاع روستایی قشقایی نشین از توابع بخش ماهورمیلاتی شهرستان ممسنی در استان فارس است .